# Satsuki Katayama
Pour les articles homonymes, voir Katayama.
Satsuki Katayama (片山 さつき, Katayama Satsuki) est une femme politique japonaise née le 9 mai 1959, membre du gouvernement Abe IV en tant que ministre de l'égalité Homme-Femme, mais également membre de la Chambre des représentants et de la Chambre des conseillers.

## Jeunesse et études
Katayama est née le 9 mai 1959 dans le quartier Urawa-ku de la ville de Saitama. Elle obtient ensuite un Bachelor of Laws à l'Université de Tokyo, où elle est élue Miss Université de Tokyo,. Elle entre alors au ministère des Finances sous Michio Watanabe.

## Carrière électorale

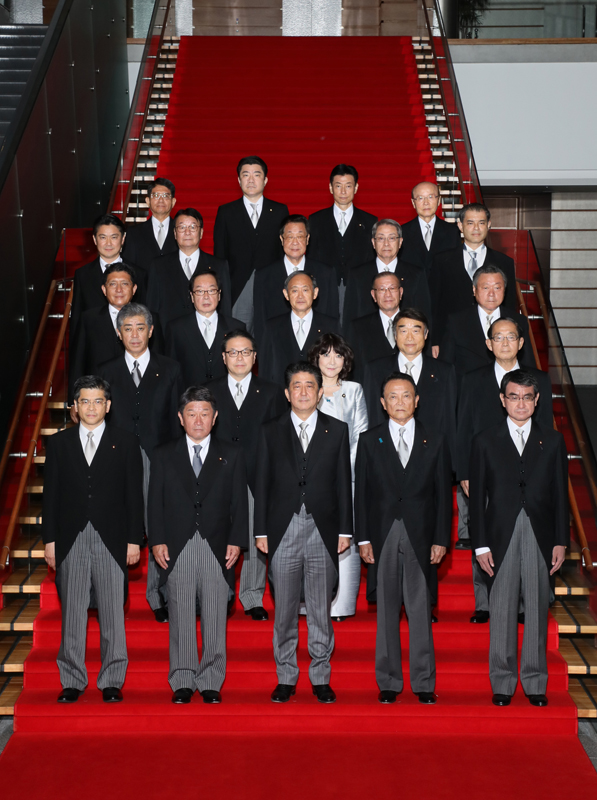
Gouvernement Abe IV reformé, avec Satsuki Katayama comme seule femme.

En 2005, elle est élue pour la première fois à la Chambre des représentants du Japon et obtient également le poste de secrétaire parlementaire chargée de l'Économie, du Commerce et de l'Industrie,. Elle fait ainsi partie des 83 enfants de Koizumi, de jeunes députés élus pour la première fois en 2005 sous la tutelle du premier ministre japonais de l'époque, Jun'ichirō Koizumi. Ce dernier la considère d'ailleurs comme « la Madonna des réformes ».
Elle est néanmoins battu lors des élections législatives japonaises de 2009, comme 72 autres enfants de Koizumi. Elle déclare alors à l'issue de sa défaite, que ce revers électoral représente une « lutte contre les idées véhiculées par Koizumi ». Katayama effectue néanmoins un retour à la Diète du Japon en 2010, à l'issue des élections à la Chambre des conseillers du Japon de la même année. Elle se décrit en 2011 comme une « orpheline réfugiée de guerre ».
Elle est envisagée en tant que candidate au poste de gouverneur de Tokyo lors des élections de 2014, au même titre que Yōichi Masuzoe, son ex-mari. Bien que ce dernier soit finalement choisi comme candidat par le parti libéral-démocrate, Shinzō Abe souhaite avant tout le soutien de Katayama pour la candidature de son ex-mari, soutien qu'elle donne avec difficulté à la suite des scandales accusant Masuzoe de ne pas payer la pension de son enfant handicapé conçu hors mariage. Elle joue également un rôle début 2018 dans la crise de la pénurie de crèches. 
En octobre 2018, elle est nommée au Gouvernement Abe IV comme Ministre d'Etat chargée de l'Egalité Homme-Femme et de la cohésion des territoires, ainsi que Ministre chargée de la régulation des réformes, la seule femme de ce gouvernement,, soit le nombre le plus bas depuis qu'Abe est redevenu premier ministre du Japon en 2012,.  
Le 21 octobre 2019, elle devient la première femme de l'histoire moderne du Japon a assisté à une intronisation d'empereur, celle de Naruhito,.  
Après la démission de Shinzo Abe pour des raisons de santé, le gouvernement Abe est dissous. Elle redevient alors parlementaire, et est nommée à la tête d'un comité visant à promouvoir l'attractivité japonaise, notamment à la suite de la fuite de nombreuses entreprises d'Hong Kong. Elle est réélue en 2022 à son poste de conseillère du Japon.   

## Prises de position
Katayama se déclare  méfiante au regard de l'acceptation des personnes transgenres dans la société japonaise, et fait partie d'une ligue parlementaire visant à protéger certains espaces, comme les vestiaires ou les toilettes, et à les réserver à ce qu'elle considère être des femmes biologiques,. Elle milite également pour un durcissement des conditions préalables pour les procédures chirurgicales de changement de sexe.
Comme plusieurs personnalités du PLD et du gouvernement Abe, elle est associée au lobby révisionniste Nippon Kaigi. Elle est  favorable à la visite par les membres du gouvernement du sanctuaire Yasukuni, sanctuaire shinto, considéré par certains comme l'un des symboles nationalistes du Japon, mais également de son passé colonialiste. 

## Vie personnelle
Satsuki Katayama épouse en 1986 Yōichi Masuzoe, un professeur de sciences politique, qu'elle rencontre alors qu'elle travaille au ministère des Finances. Ils divorcent néanmoins en 1989 et se remarient chacun de leur côté.

## Controverses
Seulement deux semaines après sa nomination, elle est accusée d'avoir utilisé son influence de femme politique pour exonérer d'impôts un commerçant en 2015. Elle nie fortement ces accusations, accusant un rapport présentant des faits erronés et poursuit pour diffamation le magazine l'accusant. 